# Hipposideros coronatus
Hipposideros coronatus är en fladdermusart som först beskrevs av Peters 1871.  Hipposideros coronatus ingår i släktet Hipposideros och familjen rundbladnäsor. IUCN kategoriserar arten globalt som otillräckligt studerad. Inga underarter finns listade i Catalogue of Life.
Arten är bara känd från ön Mindanao i Filippinerna. Individer hittades i en grotta i låglandet med skogar i närheten.